# Podogryllus amplipennis
Podogryllus amplipennis is een rechtvleugelig insect uit de familie krekels (Gryllidae). De wetenschappelijke naam van deze soort is voor het eerst geldig gepubliceerd in 1932 door Chopard.